# Śniardwy
Śniardwy [šňardvy] je největší jezero v Polsku, leží ve Varmijsko-mazurském vojvodství, v Mazurském pojezeří, v oblasti Velkých mazurských jezer. Jezero vzniklo zatopením prohlubně, vzniklé po rozpuštění ledovce. Jezero má plochu 114 km², délku 22,1 km, šířku 13,4 km, maximální hloubku 23,4 m a střední hloubku 6,5 m. Leží v nadmořské výšce 117 m.

## Dno
Dno jezera je pokryto velkými balvany, které se skrývají pod hladinou a ztěžují plavbu.

## Pobřeží
Pobřeží je členité, pokryté borovicovými lesy nebo bažinaté. Z mnohých zátok se dvě na jihu nazývají jezery Warnołty i Seksty.

## Ostrovy
Má 8 ostrovů, největší z nich jsou Szeroki Ostrów, Czarci Ostrów, Pajęcza a Kaczor.

## Vodní režim
Jezero je spojeno s jezery Tuchlin, Łuknajno, Mikołajskim, Roś, Białoławki, Tyrkło. Śniardwy na jihu a jezero Mamry na severu jezerní oblasti jsou spojena systémem jezer a kanálů, které dohromady tvoří Velká mazurská jezera. Z jezera odtéká řeka Pisa do Narewu (povodí Visly).

## Vlastnosti vody
Zamrzá na tři měsíce.

## Využití
Na jezeře je rozvinuté rybářství, lodní doprava a vodní turistika.